# Torba (prowincja Vanuatu)
Torba – prowincja Vanuatu, obejmująca wyspy położone w północnej części tego państwa. Jej nazwa pochodzi od początkowych liter dwóch archipelagów wchodzących w jej skład: Wysp Torresa i Wysp Banksa. Prowincję o powierzchni 867 km² zamieszkiwało w 2009 9,4 tys. osób. Stolicą prowincji jest Sola na wyspie Vanua Lava.